# Trova Boni
Trova Boni (21 december 1999) is een Burkinees voetballer die sinds juli 2021 uitkomt voor Belenenses SAD.

## Clubcarrière
KV Mechelen plukte Boni in december 2017 weg bij Salitas FC, de club waar het eerder ook Boureima Hassane Bandé weghaalde. Boni stond ook op de radar van Málaga CF.
Boni raakte niet meteen aan speelminuten bij de Mechelaars, waarop de club hem in januari 2020 tot het einde van het seizoen uitleende aan de Portugese tweedeklasser Varzim SC. Daar kwam hij, wellicht mede vanwege de stopzetting van de Segunda Liga vanwege de coronapandemie, niet aan spelen toe. Ook na zijn terugkeer bij KV Mechelen kwam hij niet aan spelen toe, waarop zijn aflopende contract in het AFAS Stadion niet verlengd werd.
In juli 2021 ondertekende de transfervrije Boni een contract voor vier seizoenen bij de Portugese eersteklasser Belenenses SAD. Op 24 juli 2021 maakte hij er zijn officiële debuut in het eerste elftal in de bekerwedstrijd tegen CD Mafra, die Belenenses met 1-0 verloor. Twee weken later kreeg hij op de eerste competitiespeeldag van de Primeira Liga ook een basisplaats tegen FC Porto van trainer Petit.

## Interlandcarrière
Boni maakte op 27 mei 2018 zijn interlanddebuut voor Burkina Faso in een oefeninterland tegen Kameroen. Na enkele jaren niet opgeroepen geweest te zijn, selecteerde interimbondscoach Oscar Barro hem in het voorjaar van 2022 voor de oefeninterlands tegen Kosovo en België. Boni kwam hierin echter niet aan spelen toe. Later dat jaar mocht hij toch zijn tweede A-cap vieren: in een oefeninterland tegen Ivoorkust liet bondscoach Hubert Velud hem 90 minuten meespelen.
| Interlands van Trova Boni     | Interlands van Trova Boni  | Interlands van Trova Boni  | Interlands van Trova Boni  | Interlands van Trova Boni  | Interlands van Trova Boni  | Interlands van Trova Boni  |
| No.                           | Datum                      | Wedstrijd                  | Uitslag                    | Soort Wedstrijd            | Doelpunten                 |                            |
| Als speler bij KV Mechelen    | Als speler bij KV Mechelen | Als speler bij KV Mechelen | Als speler bij KV Mechelen | Als speler bij KV Mechelen | Als speler bij KV Mechelen | Als speler bij KV Mechelen |
| ----------------------------- | -------------------------- | -------------------------- | -------------------------- | -------------------------- | -------------------------- | -------------------------- |
| 1.                            | 27 mei 2018                | Kameroen – Burkina Faso    | 0 – 1                      | Vriendschappelijk          | -                          |                            |
| Als speler bij Belenenses SAD |                            |                            |                            |                            |                            |                            |
| 2.                            | 19 november 2022           | Ivoorkust – Burkina Faso   | 1 – 2                      | Vriendschappelijk          | -                          |                            |
| Totaal                        | Totaal                     | Totaal                     | Totaal                     | Totaal                     | -                          |                            |

Bijgewerkt tot 14 februari 2023